# Coquille (település)
Coquille (kiejtése: koʊˈkiːl) az Amerikai Egyesült Államok északnyugati részén, Oregon állam Coos megyéjében helyezkedik el, egyben a megye székhelye is. A 2010. évi népszámláláskor 3866 lakosa volt. A város területe 7,25 km², melyből 0,1 km² vízi.
A település nevét a coquille indiánok után kapta.
A város a Coquille-i Iskolakerület székhelye.

## Éghajlat
A Köppen-skála alapján a város éghajlata meleg nyári mediterrán. A legcsapadékosabb a november–január, a legszárazabb pedig a július–augusztus közötti időszak. A legmelegebb hónap augusztus, a leghidegebb pedig december.
| Hónap                                            | Jan.  | Feb.  | Már. | Ápr. | Máj. | Jún. | Júl. | Aug. | Szep. | Okt. | Nov. | Dec.  | Év    |
| ------------------------------------------------ | ----- | ----- | ---- | ---- | ---- | ---- | ---- | ---- | ----- | ---- | ---- | ----- | ----- |
| Rekord max. hőmérséklet (°C)                     | 23,0  | 29,0  | 28,0 | 33,0 | 35,0 | 36,0 | 37,0 | 34,0 | 40,0  | 39,0 | 26,0 | 23,0  | 40,0  |
| Átlagos max. hőmérséklet (°C)                    | 12,0  | 13,0  | 14,0 | 16,0 | 18,0 | 20,0 | 22,0 | 23,0 | 23,0  | 19,0 | 14,0 | 12,0  | 17,2  |
| Átlaghőmérséklet (°C)                            | 7,5   | 8,0   | 9,0  | 10,0 | 11,5 | 14,5 | 16,5 | 17,0 | 15,5  | 12,5 | 9,0  | 7,0   | 11,5  |
| Átlagos min. hőmérséklet (°C)                    | 3,0   | 3,0   | 4,0  | 4,0  | 7,0  | 9,0  | 11,0 | 11,0 | 8,0   | 6,0  | 4,0  | 2,0   | 6,0   |
| Rekord min. hőmérséklet (°C)                     | −11,0 | −12,0 | −4,0 | −3,0 | −1,0 | 1,0  | 4,0  | 3,0  | −1,0  | −4,0 | −8,0 | −13,0 | −13,0 |
| Átl. csapadékmennyiség (mm)                      | 227   | 172   | 169  | 117  | 73   | 40   | 10   | 13   | 31    | 93   | 219  | 245   | 1409  |
| Forrás: Nemzeti Óceán- és Légkörkutatási Hivatal |       |       |      |      |      |      |      |      |       |      |      |       |       |

## Népesség

### 2010
A 2010-es népszámláláskor a városnak 3866 lakója, 1640 háztartása és 1036 családja volt. A népsűrűség 540,7 fő/km2. A lakóegységek száma 1828, sűrűségük 255,7 db/km2. A lakosok 92,5%-a fehér, 0,4%-a afroamerikai, 1,9%-a indián, 0,5%-a ázsiai, 0,1%-a a Csendes-óceáni szigetekről származik, 1,7%-a egyéb, 2,9%-a pedig kettő vagy több etnikumú. A spanyol vagy latino származásúak aránya 5,3% (4,1% mexikói, 0,1% Puerto Ricó-i, 0,3% kubai, 0,9% egyéb spanyol vagy latino származású.)
A háztartások 26,7%-ában élt 18 évnél fiatalabb. 48% házas, 11,3% egyedülálló nő, 3,9% egyedülálló férfi, 36,8% pedig nem család. 11,3% egyedül élt; 3,9%-uk 65 éves vagy idősebb. Egy háztartásban átlagosan 2,3 személy élt; a családok átlagmérete 2,84 fő.
A medián életkor 35,5 év volt. A város lakóinak 20,7%-a 18 évesnél fiatalabb, 7,6% 18 és 24 év közötti, 21,2%-uk 25 és 44 év közötti, 29,9%-uk 45 és 64 év közötti, 20,6%-uk pedig 65 éves vagy idősebb. A lakosok 48,8%-a férfi, 51,2%-a pedig nő.

### 2000
A 2000-es népszámláláskor  a városnak 4184 lakója, 1686 háztartása és 1129 családja volt. A népsűrűség 585,2 fő/km2. A lakóegységek száma 1850, sűrűségük 258,7 db/km2. A lakosok 92,64%-a fehér, 0,5%-a afroamerikai, 1,77%-a indián, 0,36%-a ázsiai, 0,14%-a a Csendes-óceáni szigetekről származik, 1,6%-a egyéb-, 2,99%-a pedig kettő vagy több etnikumú. A spanyol vagy latino származásúak aránya 4,09% (2,7% mexikói, 0,1% Puerto Ricó-i,  1,3% pedig egyéb spanyol/latino származású.)
A háztartások 28,2%-ában élt 18 évnél fiatalabb. 51,1% házas, 12% egyedülálló nő; 33% pedig nem család. 28,1% egyedül élt; 14,8%-uk 65 éves vagy idősebb. Egy háztartásban átlagosan 2,35 személy élt; a családok átlagmérete 2,83 fő.
A város lakóinak 22,9%-a 18 évesnél fiatalabb, 7,4% 18 és 24 év közötti, 25,3%-uk 25 és 44 év közötti, 24,1%-uk 45 és 64 év közötti, 20,1%-uk pedig 65 éves vagy idősebb. A medián életkor 42 év volt. Minden 100 nőre 94,3 férfi jut; a 18 évnél idősebb nőknél ez az arány 91,8.
A háztartások medián bevétele 29 931 amerikai dollár, ez az érték családoknál $35 144. A férfiak medián keresete $34 583, míg a nőké $21 567. A város egy főre jutó bevétele (PCI) $14 619. A családok 7,6%-a, a teljes népesség 10,6%-a élt létminimum alatt; a 18 év alattiaknál ez a szám 15,3%, a 65 évnél idősebbeknél pedig 6,1%.

## Múzeumok és egyéb látnivalók
A Coquille-völgyi Történelmi Társaság által 2005 májusában létrehozott Coquille-völgyi Múzeumban számos korabeli szerszám, műtárgy, könyv, fotó és egyéb eszköz látható.
A Sawdust Theatre nyaranta önkéntesek által előadott melodrámák helyszíne. Az 1966-ban megnyílt létesítmény 1994-ben leégett; ezután 2000-ben nyitott meg újra.
Az 1912-ben épült régi városházát a tulajdonosok, Nella és Steve Abbott helyreállították; jelenleg rabok által készített műalkotásokat állítanak ki benne.

## Fordítás
Ez a szócikk részben vagy egészben  a   Coquille, Oregon című angol Wikipédia-szócikk ezen változatának fordításán alapul.  Az eredeti cikk szerkesztőit annak laptörténete sorolja fel. Ez a jelzés csupán a megfogalmazás eredetét és a szerzői jogokat jelzi, nem szolgál a cikkben szereplő információk forrásmegjelöléseként.

## További információ
- Oregon Blue Book (angolul)